# Auburn (Nebraska)
Auburn és una població dels Estats Units a l'estat de Nebraska. Segons el cens del 2000 tenia 3.350 habitants.

## Demografia
Segons el cens del 2000, Auburn tenia 3.350 habitants, 1.479 habitatges, i 924 famílies. La densitat de població era de 845,4 habitants per km².
Dels 1.479 habitatges en un 29,1% hi vivien nens de menys de 18 anys, en un 50,4% hi vivien parelles casades, en un 9,5% dones solteres, i en un 37,5% no eren unitats familiars. En el 33,3% dels habitatges hi vivien persones soles el 18,8% de les quals corresponia a persones de 65 anys o més que vivien soles. El nombre mitjà de persones vivint en cada habitatge era de 2,24 i el nombre mitjà de persones que vivien en cada família era de 2,86.
Per edats la població es repartia de la següent manera: un 24,3% tenia menys de 18 anys, un 7,3% entre 18 i 24, un 26,4% entre 25 i 44, un 22,5% de 45 a 60 i un 19,4% 65 anys o més.
L'edat mediana era de 40 anys. Per cada 100 dones de 18 o més anys hi havia 86 homes.
La renda mediana per habitatge era de 34.207 $ i la renda mediana per família de 46.563 $. Els homes tenien una renda mediana de 35.719 $ mentre que les dones 18.246 $. La renda per capita de la població era de 18.523 $. Aproximadament el 7,2% de les famílies i el 13,2% de la població estaven per davall del llindar de pobresa.

## Poblacions més properes
El següent diagrama mostra les poblacions més properes.